# 김차동의 FM모닝쇼
김차동의 FM모닝쇼는 전주MBC FM4U(FM 99.1MHz)에서 매일 오전 7시부터 오전 9시까지 방송되는 아침정보 라디오 프로그램이다.

## 같이 보기
- FM모닝쇼
- 전주문화방송
- MBC FM4U
- 굿모닝FM 테이입니다